# إسحاق فان دن بلوك

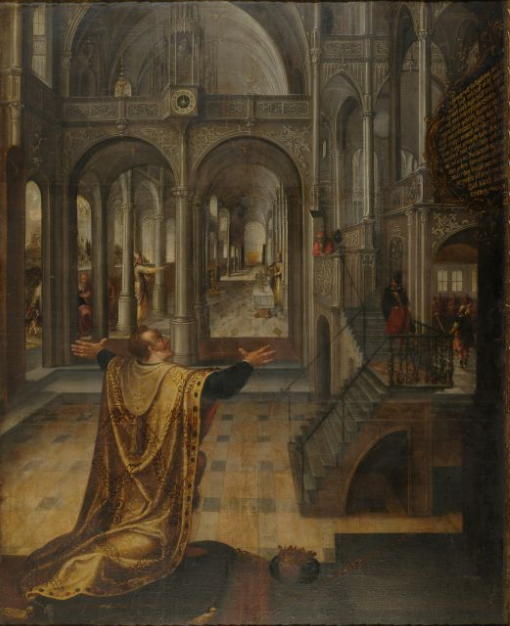
سليمان يصلي في الهيكل

إزاك فان دن بلوك أو إسحاق فان دن بلوك (1574 - 1626)، هو رسام فلمنكي قضى حياته المهنية في بولندا. وهو معروف بلوحاته الزخرفية في مختلف المباني والمساكن الرسمية في غدانسك. كما أكمل عمولات الكنائس وواجهات الطلاء. كان في عام 1612 أحد مؤسسي نقابة الرسامين في غدانسك.

## حياة

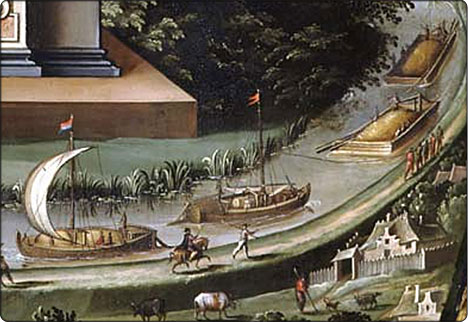
نقل الحبوب فيستولا ، تفاصيل تأليه دانزيج

لا توجد معلومات كثيرة حول حياته المبكرة . تحدد المصادر مكان ولادته إما باسم ميكلين في جنوب هولندا أو كونيغسبيرغ (ثم في بروسيا واليوم كالينينغراد في روسيا).  كان والده ويليم فان دن بلوك ، نحات ومهندس معماري فلمنكي تدرب مع كورنيليس فلوريس في أنتويرب . كان شقيقه أبراهام فان دن بلوك مهندسًا معماريًا ونحاتًا وكان إخوته جاكوب وديفيد رسامين. 

## أعماله

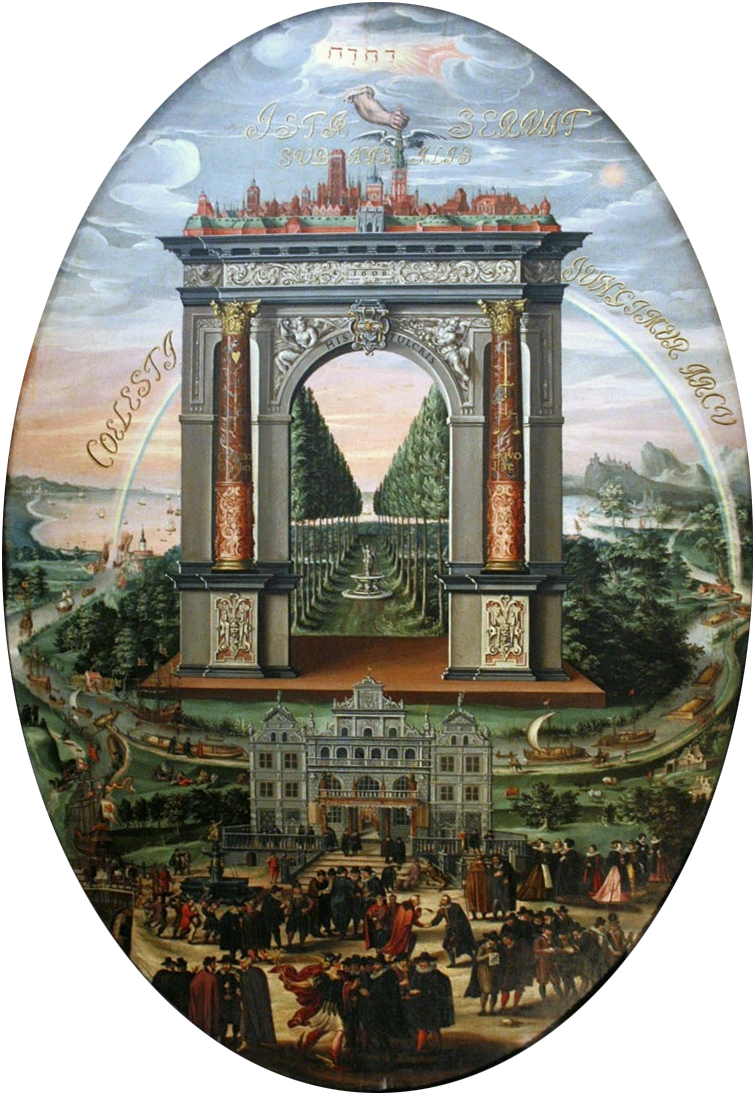
تأليه دانزيج، التفاصيل

تأثر إسحاق كثيرا بالأسلوب الشمالي واللوحات المنظورية لمدرسيه هانز وبول فريدمان دي فريس. لقد استمد إلهامه بشكل أساسي من الكتاب المقدس والأساطير بالإضافة إلى الموضوعات المعاصرة.
كان عمله الرئيسي هو زخرفة السقف (اكتمل العمل في سنة 1608) للغرفة الكبرى في قاعة المدينة الرئيسية السابقة في دانزيج. يتكون هذا العمل من خمسة و عشرين لوحة زيتية على ألواح من خشب البلوط، مع تكوين مركزي، وهو رمز لتجارة دانزيج المجيدة (تأليه دانزيج). كما رسم لوحات لغرفة المجلس الشتوي في قاعة المدينة (1611-1614). 